# 纳木札勒色楞
纳木札勒色楞（？—1761年），蒙古族，伊克昭盟鄂尔多斯左翼后旗人，鄂尔多斯左翼后旗札萨克固山贝子。

## 生平
1712年，纳木札勒色楞继袭鄂尔多斯左翼后旗札萨克固山贝子。1713年，纳木札勒色楞兼任鄂尔多斯济农。1728年移济农职于札木扬。1761年，纳木札勒色楞逝世。